# Raúl Maldonado
Raúl Horacio Maldonado (Córdoba Capital, Córdoba, Argentina, 11 de marzo de 1975) es un exfutbolista argentino. Jugó de enganche  y delantero en Instituto entre otros equipos. Es padre de Tomás Maldonado, gran jugador de las inferiores de Córdoba.

## Clubes
| Club                                         | País      | Año         |
| -------------------------------------------- | --------- | ----------- |
| Instituto de Córdoba                         | Argentina | 1995 - 1996 |
| Juventud Antoniana                           | Argentina | 1996 - 1997 |
| Instituto de Córdoba                         | Argentina | 1997 - 1999 |
| Yokohama F. Marinos                          | Japón     | 2000        |
| Instituto de Córdoba                         | Argentina | 2000        |
| Belgrano                                     | Argentina | 2001 - 2002 |
| Instituto de Córdoba                         | Argentina | 2002        |
| Tiro Federal                                 | Argentina | 2003        |
| Defensa y Justicia                           | Argentina | 2003        |
| Blooming                                     | Bolivia   | 2004        |
| Centenario                                   | Argentina | 2004        |
| Argentino de Rosario                         | Argentina | 2005        |
| Independiente Rivadavia                      | Argentina | 2005        |
| Real Arroyo Seco                             | Argentina | 2006        |
| Juventud Unida Universitario                 | Argentina | 2007        |
| Gimnasia y Esgrima de Concepción del Uruguay | Argentina | 2007        |
| Alumni                                       | Argentina | 2008-2009   |
| Textil Mandiyú                               | Argentina | 2009 - 2010 |
| Americano de Carlos Pellegrini               | Argentina | 2010 - 2011 |

## Como DT
- Dirigió a Club Bella Vista en el Torneo Federal C y Liga Cordobesa de Fútbol.
- Americano de Carlos Pellegrini.
- Club Atlético Alumni en Torneo Federal B 2015.
- Argentino Peñarol en el Torneo Federal B 2015.